# Wrangell Mountains
Die Wrangell Mountains sind ein bis 4996 m hoher Gebirgszug im Südosten von Alaska (USA) und im Südwesten des Territoriums Yukon (Kanada). Sie liegen etwa 62° nördlicher Breite und zwischen 142° und 145° westlicher Länge.
Der Gebirgszug schließt direkt nordwestlich an die Eliaskette an, die entlang der Küste am Golf von Alaska liegt. Der 1777 m hoch gelegene Chitistone-Pass bildet den Übergang zur Eliaskette. Die Wrangell Mountains schirmen die Inlandsbereiche von der wärmeren feuchten Luft des Pazifiks ab, wodurch die Landstriche nördlich des Gebirgszugs im Winter zu den kältesten Bereichen von Nordamerika gehören.
Der größte Teil der zu den USA gehörenden Berge des Gebirgszugs befindet sich im Wrangell-St.-Elias-Nationalpark, die meisten Berge des kanadischen Teils im Kluane-Nationalpark.
| Gipfel          | Meereshöhe | Schartenhöhe | Dominanz |
| --------------- | ---------- | ------------ | -------- |
| Mount Blackburn | 4996 m     | 3533 m       | 97,6 km  |
| Mount Sanford   | 4949 m     | 2328 m       | 64,8 km  |
| Mount Wrangell  | 4317 m     | 1696 m       | 23,8 km  |
| Atna Peaks      | 4225 m     | 659 m        | 5,9 km   |
| Regal Mountain  | 4220 m     | 1324 m       | 19,7 km  |
| Mount Jarvis    | 4091 m     | 1439 m       | 18,0 km  |
| Parka Peak      | 4048 m     | 268 m        | 2,6 km   |
| Mount Zanetti   | 3965 m     | 277 m        | 4,2 km   |

In den Wrangell Mountains befinden sich mehrere Vulkane:
- Capital Mountain
- Mount Drum
- Mount Jarvis
- Mount Sanford
- Tanada Peak
- Mount Wrangell